# Trà lúa mạch

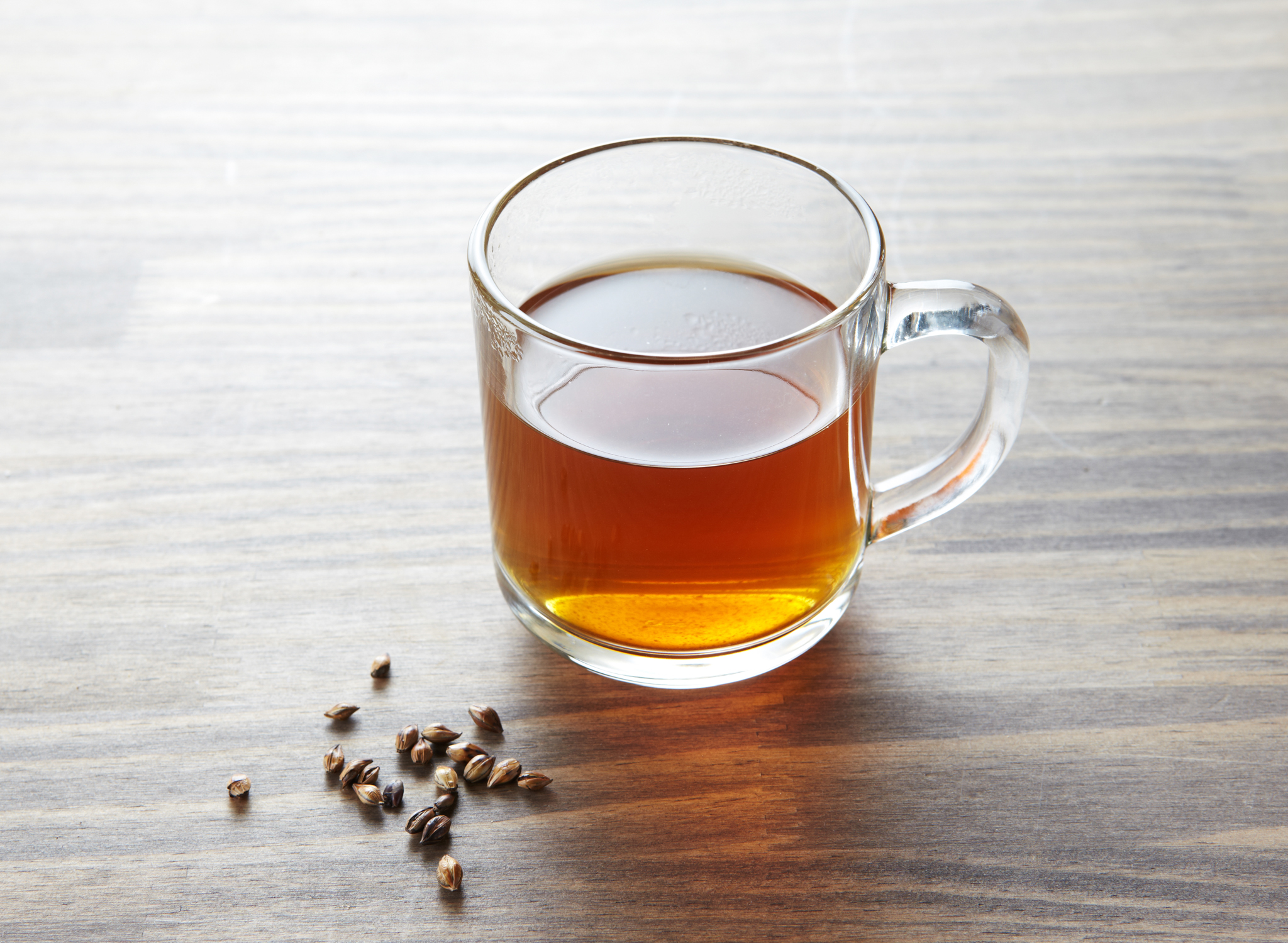
Một tách trà lúa mạch nóng

Trà lúa mạch (tiếng Anh: Barley tea, tiếng Hán: 大麦茶/Đại mạch trà, tiếng Nhật: Mugi-cha, tiếng Hàn: Bori-cha) là một loại trà làm từ hạt rang từ lúa mạch. Trà lúa mạch là một mặt hàng chủ lực ở nhiều nước Đông Á như Trung Quốc, Nhật Bản, Hàn Quốc và Đài Loan. Trà lúa mạch có vị đắng, và hơi cay. Ở Hàn Quốc, trà lúa mạch được uống nóng hoặc dùng lạnh thường thay cho nước uống trong nhiều gia đình và nhà hàng. Ở Nhật Bản, trà lúa mạch thường được dùng lạnh và là thức uống giải khát phổ biến vào mùa hè. Trà lúa mạch cũng được bày bán rộng rãi dưới dạng trà túi lọc hoặc đóng chai ở Hàn Quốc và Nhật Bản. Trà lúa mạch đóng chai được bán tại siêu thị, cửa hàng tiện lợi, và máy bán hàng tự động ở Nhật Bản và Hàn Quốc, trà lúa mạch lạnh là thức uống rất phổ biến vào mùa hè ở Nhật Bản. Tại Hàn Quốc, trà lúa mạch nóng đựng trong chai PET chịu nhiệt cũng được tìm thấy trong các máy bán hàng tự động và tủ giữ nhiệt ở các cửa hàng tiện lợi.